# Ečka
Ečka (cyr. Ечка) – wieś w Serbii, w Wojwodinie, w okręgu środkowobanackim, w mieście Zrenjanin. W 2011 roku liczyła 3999 mieszkańców.